# Dolno Novo Selo, Stara Zagora
Dolno Novo Selo (în bulgară Долно Ново Село) este un sat în comuna Bratea Daskalovi, regiunea Stara Zagora,  Bulgaria. 

## Demografie
Componența etnică a satului Dolno Novo Selo
     Nicio identificare (7,14%)
     Turci (58,57%)
     Bulgari (34,28%)
     Romi (0%)
La recensământul din 2011, populația satului Dolno Novo Selo era de 70 locuitori. Din punct de vedere etnic, majoritatea locuitorilor (58,57%) erau turci, cu o minoritate de bulgari (34,28%). Pentru 7,14% din locuitori nu este cunoscută apartenența etnică.